# Castelo de Portel
O Castelo de Portel, no Alentejo, localiza-se na vila, freguesia e município homónimo, distrito de Évora, em Portugal. Ergue-se em posição dominante sobre a vila medieval, num dos contrafortes da serra de Portel. Nas vizinhanças merecem visita, além do castelo, a Igreja Matriz da Vera Cruz, as grutas de Algar e a barragem do Alqueva.
No início do século XX, o conjunto foi classificado como Monumento Nacional por Decreto, publicado em 23 de Junho de 1910.

## História
Embora a região seja rica em testemunhos arqueológicos, a primitiva ocupação humana do sítio do castelo é obscura. A toponímia Portel Mafomede, referida à época de D. Afonso III (1248-1279), transparece uma presença Muçulmana.

### O castelo medieval
À época da Reconquista cristã da Península Ibérica, os domínios de Portel Mafomede estavam compreendidos no primitivo termo de Évora, na doação feita por Afonso III de Portugal a João de Aboim, anteriormente a 1257. Este nobre, letrado, que chegou a desempenhar as funções de Mordomo-mor do reino, era tão somente um valido do soberano quando, após o conflito que opôs D. Afonso III a seu irmão, Sancho II de Portugal (1223-1248), foi agraciado com essa honra entre os termos de Évora e Beja, grosso modo coincidente com a serra de Portel. Em 1257, o monarca dirigiu cartas aos homens-bons de Évora para que aceitassem João de Aboim como seu vizinho. Tendo havido contestação acerca dos limites desta doação, somente após a demarcação de sua jurisdição, em 1261, o soberano autorizou a construção de um castelo onde melhor servisse aos interesses daquele nobre (1261). Desse modo, a 1 de Dezembro de 1262, João de Aboim, acompanhado por sua esposa e filho, passou Carta de Foral aos povoadores do castelo de Portel, em termos semelhantes aos de Évora.
Os trabalhos de construção então iniciados, terão prosseguido sob o reinado de D. Dinis (1279-1325), quando, após falecido o nobre, tendo surgido contenda entre os herdeiros pela posse da honra, o castelo reverteu para a posse da Coroa, por escambo entre o soberano e D. Marinha, viúva de João de Aboim, datado de 9 de Janeiro de 1289. A este soberano é atribuída ainda, a ereção da cerca da vila.
No contexto da crise de 1383-1385, Fernão Gonçalves de Sousa, alcaide de Portel, tomou o partido de Castela, e com receio dos moradores, tomou-lhes as armas a todos e pô-las no castelo. Em Novembro de 1384, no desenvolvimento da campanha alentejana pelas forças do Condestável, D. Nuno Álvares Pereira, um clérigo de Portel, de nome João Mateus, abriu-lhes as portas da vila, facilitando a conquista da povoação e a rendição do castelo. Os seus domínios, após a batalha de Aljubarrota estariam compreendidos na ampla doação de terras e direitos que o soberano fez aquele Condestável, passando, por sucessão, para os domínios da Casa de Bragança.
Posteriormente, sob o reinado de D. Manuel I, a povoação e seu castelo encontram-se figurados por Duarte de Armas (Livro das Fortalezas, c. 1509). Nessa época a estrutura do castelo foi remodelada dando lugar ao paço dos duques de Bragança e a uma barbacã (1510), ficando as obras a cargo do arquitecto-régio Francisco de Arruda, por instância de D. Jaime, duque de Bragança.

### Do século XX aos nossos dias
Perdida a sua função defensiva, afastado da linha lindeira e das principais vias de acesso ao território alentejano, o castelo foi progressivamente abandonado até se converter em ruínas no século XIX.
A intervenção do poder público fez-se sentir pontualmente, em 1938, por iniciativa da Direcção-Geral dos Edifícios e Monumentos Nacionais (DGEMN). Propriedade da Fundação Casa de Bragança, a degradação do conjunto continuou progredindo até à derrocada de um torreão cilíndrico do paço e, mais recentemente, em Fevereiro de 1998, de um troço de muralha adjacente à torre de menagem, elemento que já havia sido objeto de intervenção na década de 1980. A nova intervenção teve lugar em 1999, a cargo da DGEMN, através da sua Direcção Regional Sul, com base em técnicas tradicionais de construção. O conjunto aguarda, entretanto, um plano abrangente de investigação e de musealização.

## Características
O castelo, em estilo gótico, apresenta planta heptagonal reforçada por torres de planta circular nos vértices. A sua forma, novidade na arquitectura militar portuguesa à época, parece ter sido inspirada no Castelo de Angers, na França. É dominado pos uma imponente torre de menagem, de planta quadrangular, que se ergue a cerca de vinte e cinco metros de altura, dividida internamente em dois pavimentos acima da linha do adarve, ambos cobertos por abóbada em cruzaria de ogiva. O pavimento inferior serviu de cárcere. Foi utilizada a pedra mármore nos cunhais e nas janelas góticas. A porta de acesso à torre é em ogiva.
Esta torre protege o portão de acesso, a Norte, em arco apontado. Pelo lado Sul, a Porta de Beja determina um eixo viário interno em linha reta, ligando as duas portas. O conjunto conta com mais três portas, entre as quais a Porta do Relógio e a Porta do Outeiro. Na praça de armas abre-se uma cisterna e pode-se identificar os vestígios da Capela de São Vicente e as ruínas do paço ducal.
A cerca medieval da vila, não sobreviveu até nós. A defesa do castelo era complementada por uma barbacã, de que se conservam ainda importantes troços a Sul, Norte e Oeste, compostos por cortina reforçada por cubelos de planta quadrangular. É a essa barbacã reedificada por D. Manuel I, que corresponde a porta gótica encimada por brasões reais sobrepostos.